# Nocturnal After John Dowland
Nocturnal After John Dowland, Op. 70 è un brano per chitarra classica composto nel 1963 dal compositore inglese Benjamin Britten per il chitarrista Julian Bream. È considerata una delle opere più importanti per chitarra classica scritte nel XX secolo.
Julian Bream ha eseguì il pezzo in anteprima il 12 giugno 1964.

## Struttura
Il pezzo funziona come una sorta di tema e variazioni rovesciato basato su "Come, Heavy Sleep", dal First Book of Songs (Primo libro di canzoni) di John Dowland (1597). Piuttosto che iniziare il pezzo con il tema principale seguito dalle sue variazioni, il tema non appare nella sua forma originale fino alla fine. Ogni variazione contiene frammenti del tema di Dowland, in particolare l'uso dell'intervallo di quarta perfetto. Le variazioni si avvicinano progressivamente alla canzone di Dowland che conclude il pezzo.

### Movimenti
I nove movimenti sono i seguenti:
1. Musingly
2. Very Agitated
3. Restless
4. Uneasy
5. March-like
6. Dreaming
7. Gently Rocking
8. Passacaglia
9. Slow and Quiet (Dowland's theme)